# John Hencken
John Frederick Hencken (Culver City, 29 de maio de 1954) é um ex-nadador norte-americano, ganhador de cinco medalhas em Jogos Olímpicos, sendo três delas de ouro: uma em 1972 e duas em 1976.
Foi recordista mundial dos 100 metros peito entre 1973 e 1977, e dos 200 metros peito entre 1972 e 1973, e entre 1974 e 1976.